# カテナ (言語学)
カテナ（ラテン語catena、複数形catenae）または構成鎖（こうせいさ）とは、依存文法の文法木における部分連結グラフのことである。

## 歴史
オグレーディ（O’Grady）のチェーン（chain）に基づき、その名目でオズボーンによって依存文法に応用される。オズボーン等によってカテナと呼び換えられ、構成鎖という訳語が与えられた。

## 定義
カテナとは、語および連続の直接依存関係にある語の集合のこと。語の集合を、文の語のどんな組み合わせでも可能である。例えば、「ABC」からは、A、B、C、AB、AC、BC、ABCがすべて可能な集合となっている。可能な集合は、式2n-1（n=語の総数）で計算される。
直接依存とは、語Aが語Bに依存すること。例で説明する：
語の総数は5なので、可能な集合数は25-1=32-1=31である。
前には門のという場所を示しているから、門のは前にに依存している。黒いは猫がを修飾するから、黒いは猫がに依存している。動詞いるの結合価により、場所を表す単位ににを、場所にいるものにがを指定するから、前にも猫がもいるに依存している。
カテナとなるのは、以下のものである：
一つの語から成り立つ：門の、前に、黒い、猫が、いる（計：5）
二つの語から成り立つ：門の前に、前に. . . いる、黒い猫が、猫がいる（計：4）
三つの語から成り立つ：門の前に. . . いる、前に. . . 猫がいる、黒い猫がいる（計：3）
四つの語から成り立つ：門の前に. . . 猫がいる、前に黒い猫がいる（計：2）
全文：門の前に黒い猫がいる（計：1）
合計15本のカテナがある。
カテナでないのは、以下のものである：
門の. . . 黒い、門の. . . 猫が、門の. . . いる、前に黒い、前に. . . 猫が、黒い. . . いる、門の. . . 黒い猫が、門の. . . 黒い. . . いる、門の. . . 猫がいる、門の前に黒い、門の前に. . . 猫が、前に黒い猫が、前に黒い. . . いる、門の. . . 黒い猫がいる、門の前に黒い. . . いる、門の前に黒い猫が
カテナでない集合は16本ある。

## カテナの位置づけ
カテナは依存で定義されているので、語順に触らない。語順にかかわる用語はストリング（string）である。ストリングとは、語および連続隣接関係にある語の集合のこと。ABCがあれば、A、B、C、AB、BC、ABCはストリングとなっている。しかし、ACは隣接関係がないから、ストリングとならない。上記の例文には、以下のストリングがある：
一つの語から成り立つ：門の、前に、黒い、猫が、いる（計：5）
二つの語から成り立つ：門の前に、前に黒い、黒い猫が、猫がいる（計：4）
三つの語から成り立つ：門の前に黒い、前に黒い猫が、黒い猫がいる（計：3）
四つの語から成り立つ：門の前に黒い猫が、前に黒い猫がいる（計：2）
全文：門の前に黒い猫がいる（計：1）
合計15本のストリングがある。
ストリングとカテナを併せれば、成分（またはチャンク）が得られる。成分とは、同時にストリングでもカテナでもあるもの。上記の例文には、以下の成分がある：
一つの語から成り立つ：門の、前に、黒い、猫が、いる（計：5）
二つの語から成り立つ：門の前に、黒い猫が、猫がいる（計：3）
三つの語から成り立つ：黒い猫がいる（計：1）
四つの語から成り立つ：前に黒い猫がいる（計：1）
全文：門の前に黒い猫がいる（計：1）
合計11本の成分がある。
二つの定義を併せもつため、当てはまる語の集合の数が減る。
ある成分がすべてその根（カテナの一番上の語）に依存している語を含めば、完全にする。完全な成分を構成素と呼ぶ。上記の例文には、以下の構成素がある：
門の、黒い、門の前に、黒い猫が、門の前に黒い猫がいる（計：5）
合計5個の構成素がある。
構成素という概念は、ストリング・カテナ・完全という定義に基づいているので、最も制約されている概念である。そのため、ある例文には、構成素の数は、ストリング・カテナ・成分の数より少ない。この特徴を排他（反対語：包含）と呼ぶ。構成素は、成分より排他的単位で、さらに、成分はストリングとカテナより排他的単位である。逆に、ストリングとカテナは成分より包含的単位で、成分は構成素より包含的単位である。その関係は以下の図が示す：
構成素（完全な成分）は成分に含まれ、成分はストリングとカテナの部分集合である。ストリングとカテナは基礎的概念で、異なる次元を取り上げる。ストリングが第一次元（語順）の概念で、カテナは第二次元（優勢）の概念である。

## カテナの重要性
句構造文法は、ストリングと構成素しか認めない。しかし、統語論研究には構成素という概念で説明できない幾つかの問題分野がある。ここでは、四つの問題点（慣用句・削除・述語構造・転移）を取り上げる。

### 慣用句
慣用句は構成素として記憶されないことは、オグレーディが主張する。日本語の慣用句白い目で見（る）を例にする：
緑色の語は慣用句の部分であり、慣用句の根は見て（＝V）である。しかし、構成素になるため、見てに依存するすべての語を含まなければならない。そうすると、彼女をを含まなければならないが、彼女をは慣用句の部分ではない。一方、依存文法では、白い目で見てをカテナとみなすことができる。慣用句は構成素ではなく、カテナでなければならない。

### 削除
削除とは、文から何かが欠けている現象のこと。様々なタイプがあり、どのタイプが可能なのかは言語によって違っている。ギャッピングだけを述べる。ギャッピングとは、後者文の動詞が欠けて、残りものは少なくとも二つの構成素でなければならない。後者文の残っている構成素は前者文の構成素と統語論的な並行性を示すが、意味的な対照を示さなければならない。
（例）太郎はコーヒーを飲んでいるが、花子は紅茶を。
緑色の飲んでいるは後者文に欠けている。グレイのフォント色はそれを示す。削除されている飲んでいるは、目的語コーヒーをを含まずに構成素とならないが、カテナではある。削除されるのは、構成素ではなく、カテナでなければならない。

### 述語構造
述語とは、引数でないものである。寧ろ、述語は引数を結びつけ、統語論上では引数は述語に依存するものである。
緑色の語は述語で、黒い語は引数である。述語聞かせてもらいたかったようですは、主語太郎はおよび目的語花子にと話をを含まずに構成素として認められないが、カテナとしては認められる。述語構造は、構成素ではなく、カテナでなければならない。

### 転移
転移とは、ある語、または句が予想される位置ではなく、異なる位置にあること。転移した語、または句は元に依存している語と結びつかないことがあり、依存している語と共に構成素を作ることができない。そのため、この現象を非連続性とも呼ぶ。
例（a）では、緑色の仕事をは動詞辞めさせられてに依存しているが、太郎はの前に出れば、非連続性が起こる。例（b）では、仕事をから辞めさせられてまでの依存枝は、太郎はの投射枝を交差していることはその非連続性を指す。太郎はは仕事をと辞めさせられての間に入り、どちらとも依存関係がないから仕事を辞めさせられてという構成素に含まれない。故に辞めさせられては仕事をと共に構成素を作れない。例（c）は、その問題のグロースとオズボーンによる解決策を見せる。仕事をはアガリを受け、結果として辞めさせられてにではなく、しまったに依存するようになっている。アガリ原理はアガリを制約する。アガッタ・カテナが直接依存している語には、アガッタ・カテナの支配者が（一般的に）依存しなければならない。次の用語を区別する：
アガッタ・カテナ：自分の支配者ではなく、違う語に直接依存するカテナ
支配者：語の形（形態）を制約・選択するもの
主要部：あるカテナが直接依存している語
アガリ・カテナ：アガッタ・カテナとその支配者とその主要部を含む最小のカテナ
上記の例に適用する：
アガッタ・カテナ：仕事を
その支配者：辞めさせられて
その主要部：しまった
アガリ・カテナ：仕事を. . . 辞めさせられてしまった
いずれの用語も構成素を指さない。アガッタ・カテナは構成素であることが多いが、そうでないときもある。アガッタ・カテナの支配者と主要部およびアガリ・カテナは構成素になれないが、いつもカテナである。